# ホーネット (タミヤ)
ホーネットとは、1984年10月、田宮模型（現・タミヤ）製グラスホッパーの上級モデルとして登場した電動RCカーである。

## 概要

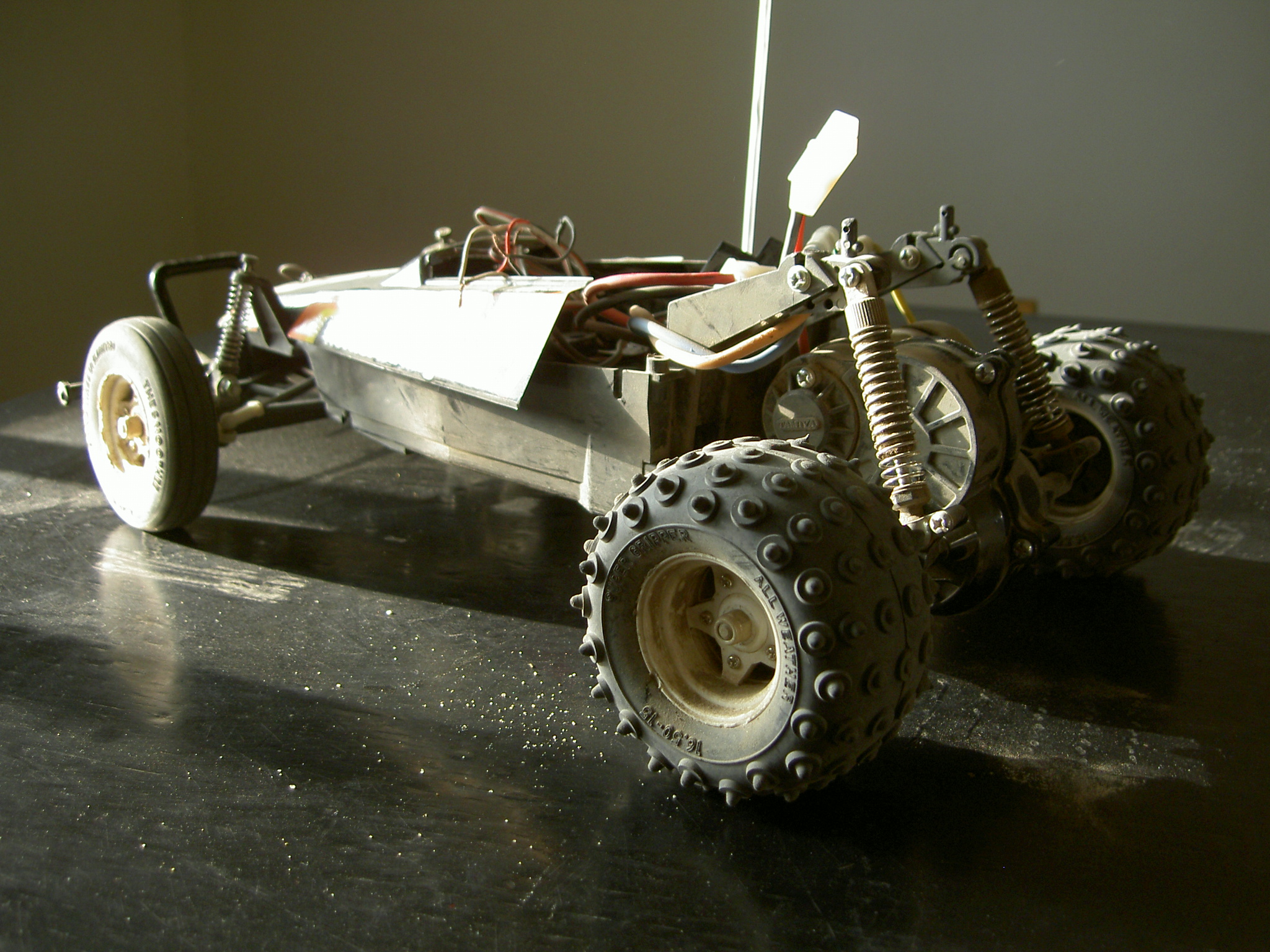
リアのオイルダンパー

シャーシにABS樹脂製バスタブを用い、大半のコンポーネンツはグラスホッパーと共有する。ただしリアサスペンションの構造は異なる。グラスホッパーは簡素かつ頑丈なリジッドアクスル・ユニットスイングを用いていたが、緩衝にばねのみでダンパーを持たず、おまけに縦運動しか出来ないものであった。ホーネットでは、オイルダンパー装着となり、加えてギアボックス前部の支点を上下可動とすることで、ロール方向の動きも可能にした「ローリングリジッド」方式とした。
フロントサスペンションもグラスホッパー同様ストラット方式であったが、ゴムの摩擦を利用した「フリクション（摩擦）ダンパー」を装着していた。
ボディ材質も変更され「ポリカーボネート」製となり約100 gの軽量化にも貢献した。
当時一般的だった540モーター（グラスホッパーは380モーター）を標準で搭載しており、ボールベアリングこそ装備されなかったものの、9,800円というグラスホッパーの＋αの価格で販売された。
1991年に生産終了するまで約7年間、累計生産台数約80万台、総販売台数約30万台というロングセラーモデルであった。
13年後の2004年9月、キッコーマン万上焼酎トライアングルの20周年キャンペーン懸賞商品として復刻された。その後、2004年12月7日よりタミヤから復刻版の販売が開始された。2005年1月上旬には、タミヤ主催のワンメイクレースも開催された。

## メカニズム
- シャーシ：ABS樹脂製バスタブモノコック構造
- サスペンション：F / ストラット独立懸架、ラバーリング・フリクションダンパー付きコイルスプリング　R / ローリングインクルーデッド・リジッドアクスル・ユニットスイング、コイルオーバー・オイルダンパー
- タイヤ／ホイール：F / 直線グルーブド、R / スーパーグリッパー・スパイク、F/R共に3ピース構造
- 原動機：電気直流モーター、マブチ・RS-540
- ギアレシオ： 8.1:1（変更不可）
- ボディ：ポリカーボネート製・真空成形モノコック構造
- 駆動形式：横置きミッドシップモーター・リアドライブ
- 乾燥重量（コントロール装置・バッテリー除く）：930?g
- 販売期間：1984年10月〜1991年×月　累計生産台数約800,000台　総販売台数約300,000台
- 価格：9800円（当時）・9800円（復刻）

## 機械式スピードコントローラー
ホーネット登場当時はまだ現在のような電気式の「スピードコントロールアンプ」等は広く普及しておらず、一般的にはステアリングを切るサーボモーターの他にもう一基サーボモーターを搭載し、3〜4速に分けられたコントロールスイッチをロッドを介し作動させることでスピードを制御していた。

## ボディ換装
ホーネットは、『月刊コロコロコミック』で人気のあった漫画「ラジコンボーイ」に登場するスーパードラゴン、ファイヤードラゴン、サンダードラゴンのベース車両にも選ばれさらに人気を博した。当時の主力であったホットショットやブーメラン等を押しのけてのことだったのでここでも基本性能の高さが証明された。後に4WDのサンダーショットにその座を奪われるまで活躍した。

## スーパーホーネット
1993年12月8日にホーネットの進化版に相当する『スーパーホーネット』が発売された。